# Pokémon, le film : Hoopa et le Choc des légendes
 (août 2017).
Si vous disposez d'ouvrages ou d'articles de référence ou si vous connaissez des sites web de qualité traitant du thème abordé ici, merci de compléter l'article en donnant les références utiles à sa vérifiabilité et en les liant à la section « Notes et références ».
Pokémon, le film : Hoopa et le Choc des légendes (光輪の超魔神 フーパ) est un film d'animation japonais réalisé par Kunihiko Yuyama, sorti le 18 juillet 2015 au Japon.

## Synopsis
Un jour, dans la ville de Desara, le Pokémon Hoopa apparut. Après que les habitants de la ville se furent habitués à Hoopa, l’un d’entre eux demanda au Pokémon de lui montrer sa force. C’est alors que Hoopa utilisa son pouvoir, permettant de faire venir des objets ou des êtres vivants par ses anneaux, pour amener et combattre des Pokémon. Mais au fur et à mesure, Hoopa commença à appeler des Pokémon légendaires et causa de nombreux dégâts à la ville. Un homme fit alors son apparition et utilisa le Vase Scellé pour stopper la fureur de Hoopa.
100 ans plus tard, Nizar, un jeune homme, libère le Vase Scellé pendant que Sacha et ses amis se reposent sur une oasis. Ces derniers rencontrent Hoopa et Meriem, une jeune femme et sœur de Nizar. Ce dernier, possédé par la fureur de Hoopa (le côté sombre de ce dernier), arrive et libère la fureur qui commence à semer le chaos. Heureusement, Sacha et ses compagnons réussissent dans un premier à sceller cette fureur. Cependant, dans le but de devenir plus puissant grâce au vase, la Team Rocket libère de nouveau la fureur. Sacha et ses amis sont bien décider à protéger Hoopa de son côté sombre mais c’est sans compter l’arrivée de plusieurs Pokémon légendaires.

## Distribution

### Voix en français
- Aurélien Ringelheim: Sacha
- Sophie Frison	: Serena
- Thibaut Delmotte	: Lem
- Elsa Poisot	: Clem
- Catherine Conet	: Jessie
- David Manet	: James
- Philippe Tasquin	: Miaouss
- Fabian Finkels : Nizar
- Marie du Bled : Meriem
- Erwin Grünspan : Ghris
- Émilie Guillaume : Hoopa forme enchaînée
- Claudio Dos Santos : Hoopa forme déchaînée
- Delphine Chauvier	: Infirmière Joëlle, voix de Pokémon
- Michel Hinderyckx	: Narrateur, voix de Pokémon
- Julie Basecqz	: voix de Pokémon
- Jean-Marc Delhausse : voix de Pokémon
- Frédéric Clou	: voix de Pokémon
- Fabienne Loriaux	: Voix de Pokémon
- Grégory Praet : Voix additionnelles

Version francophone (belge)
- Studio de doublage : SDI Media Belgium
- Direction de doublage	: Jean-Marc Delhausse
- Adaptation française:	Sophie Servais
- Adaptation des chansons : Marie-Line Landerwijn
- Générique VF interpreté par : Stéphanie Vondenhoff